# 山本一清

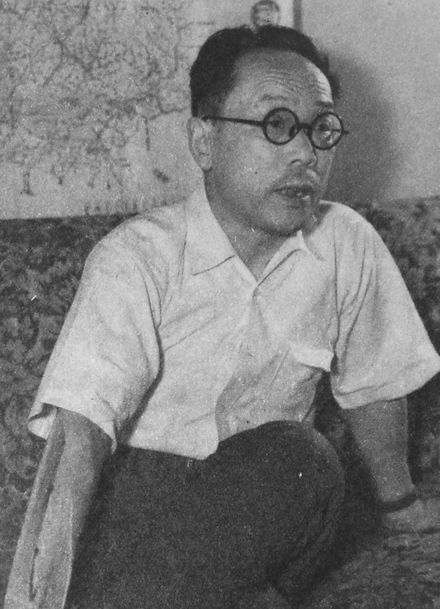
攝於1953年

山本一清（日语：／ Yamamoto Issei，1889年5月27日—1959年1月16日），日本天文学家，科普作家，生于滋贺县栗太郡上田上村桐生（現大津市）。

## 生平
1913年毕业于京都帝国大学理科大学物理学科。后任水泽纬度观测所，京都大学理学部副教授等职，1925年成为京大教授。1920年组织了日本历史最悠久的天文同好会。后改名为“东亚天文协会”，现名为“东亚天文学会”（简称OAA）。1928年京大花山天文台设立，山本担任台长。1938年从京大退休，设立私人天文台山本天文台。毕生为天文学的科普工作贡献很大。